# Banco Alfa
Banco Alfa is een commerciële bank in São Paulo, Brazilië.
De bank dateert uit 1925, toen het werd opgericht als Banco da Lavoura de Minas Gerais.
Deze naam werd in 1972 veranderd in Banco Real. In 1998 werd een groot belang daarvan verkocht aan ABN AMRO.
De bedrijfsonderdelen die toen niet werden verkocht en overbleven vormde uiteindelijk de Banco Alfa.
Verwar dit bedrijf niet met de Russische Alfa-Bank of de Griekse Alpha Bank.